# Avenue de la Reine Marie-Christine
L'avenue de la Reine Marie-Christine (en espagnol : avenida de la Reina María Cristina et en catalan : avinguda de la Reina Maria Cristina) est la porte d'entrée monumentale de la montagne de Montjuïc, depuis la place d'Espagne, à Barcelone.

## Situation et accès
L'avenue se situe dans l'arrondissement de Sants-Montjuïc.
Elle est située entre la place d'Espagne et la place de Carles Buïgas, où se trouve la Fontaine magique de Montjuic. 

## Historique

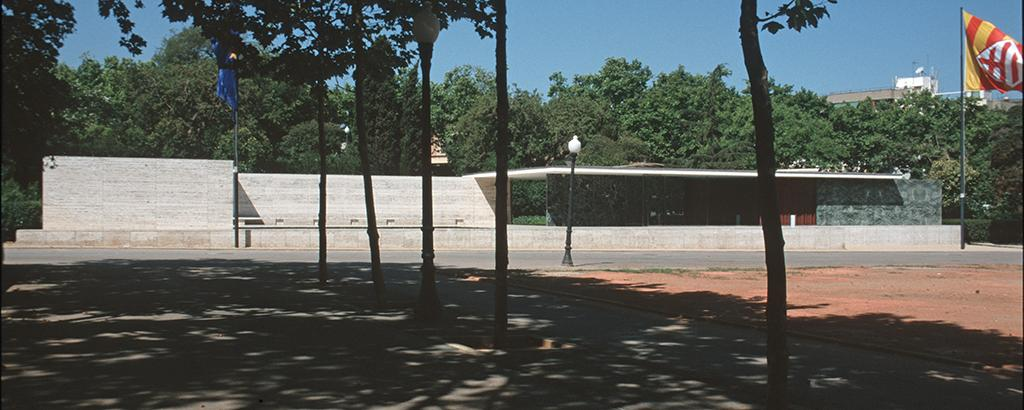
Le Pavillon allemand de Barcelone.

L'avenue est une œuvre des architectes Josep Puig i Cadafalch et Guillem Busquets. 
La voie, de grande largeur, est aménagée à l'occasion de l'Exposition internationale de 1929.
Le célèbre Pavillon allemand de Barcelone, dessiné par les architectes allemands Ludwig Mies van der Rohe et Lilly Reich, est situé sur l'avenue, sur le côté ouest.
L'attraction populaire et touristique de la Fontaine magique de Montjuïc, monument de Carles Buïgas, couronne l'avenue sur sa partie sud, avec Les Quatre Colonnes, sculpture historique de Josep Puig i Cadafalch.

## Dénomination

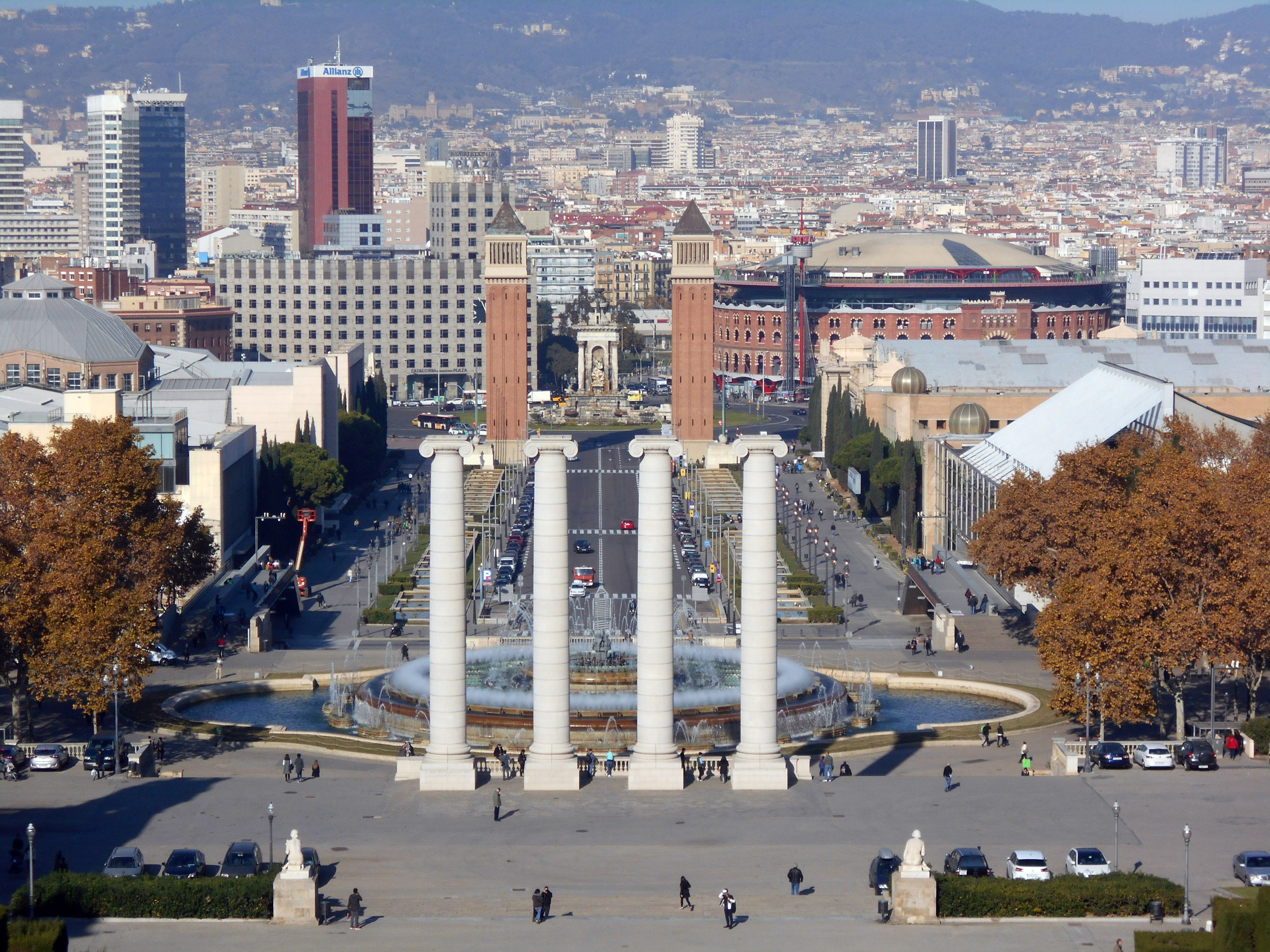
L'avenue vue depuis le Palais National, avec les Quatre Colonnes, et les Tours Vénitiennes en arrière plan.

L'avenue est nommée en l'honneur de Marie-Christine d'Autriche (1858-1929), deuxième épouse du roi Alphonse XII et mère d'Alphonse XIII.
Le parti politique de la Gauche républicaine de Catalogne a proposé en 2019, par la voix d'Ernest Maragall, que la dénomination de l'avenue soit modifiée.